# شهرداری تسالنجیخا

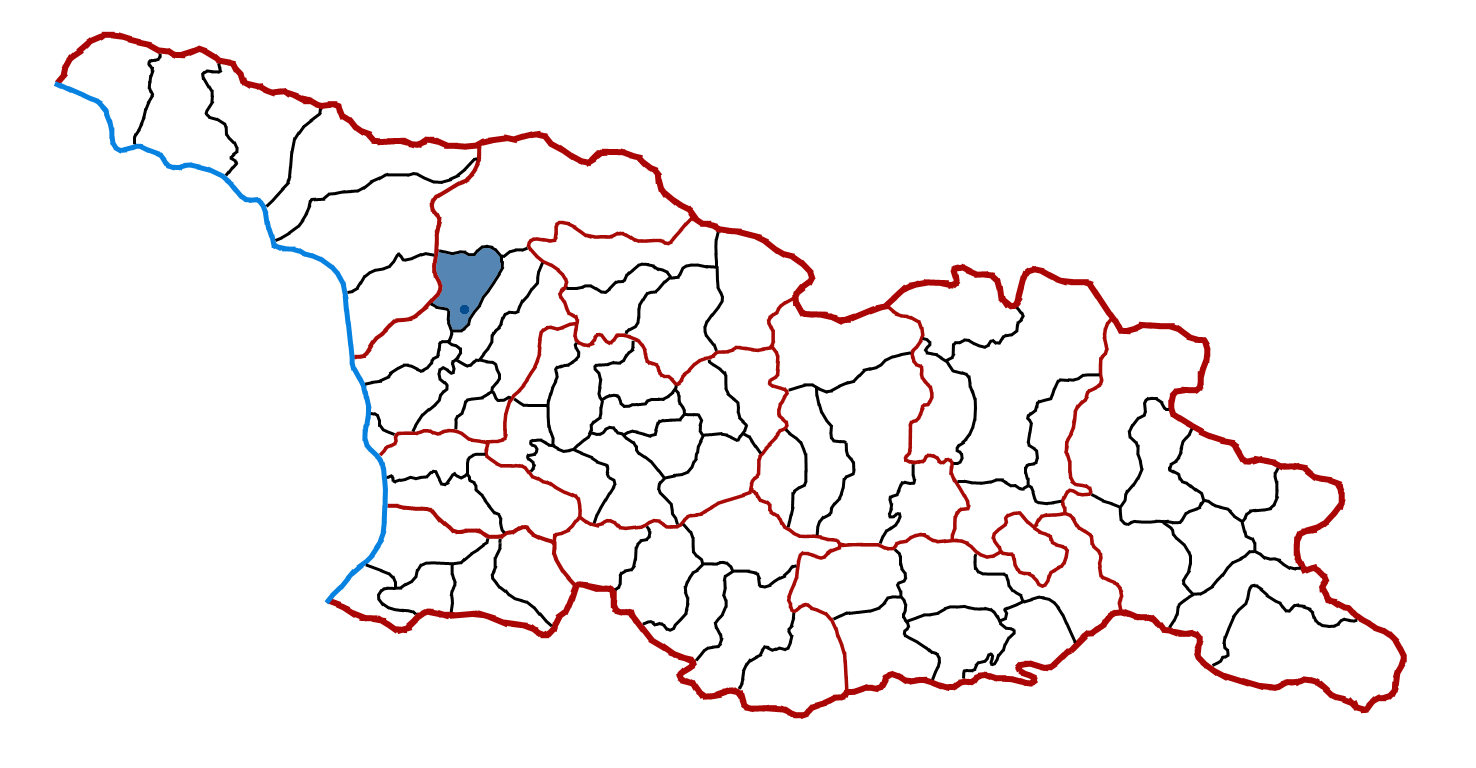
شهرداری تسالنجیخا

شهرداری تسالنجیخا (گرجی: წალენჯიხის მუნიციპალიტეტი) یکی از شهرداری‌های گرجستان در استان سامگرلو-زمو سوانتی است. مرکز اداری آن تسالنجیخا است.
جمعیت: ۲۶۱۵۸ (سرشماری ۲۰۱۴)
مساحت: ۶۴۷ کیلومتر مربع